# Reisen (Hessen)
Reisen is een plaats in de Duitse gemeente Birkenau (Odenwald), deelstaat Hessen, en telt 1308 inwoners (2004).